# Palimé
Palimé (o Kpalimé) es una ciudad de la región del altiplano en Togo.
Cercano a la frontera con Ghana, se centra en la industria textil y las plantaciones de coco cercanas. 

## Turismo
Algunos de sus lugares de interés son las vistas sobre el Lago Volta y el Monte Agou, punto más alto del país.
La especialidad gastronómica local es el fou-fou (puchero de tubérculos) con sopa de pollo.

## Transporte
La administración colonial alemana construyó una línea de ferrocarril que incluyó una estación de tren en Kpalimé. Esta línea no tiene servicio en el siglo XXI.